# Ordinary day/SUNNY

「ordinary day/SUNNY」（オーディナリー・デイ/サニー）は、tacicaの10枚目のシングル。2018年4月4日にSME Recordsから発売された。

## 概要
前作「発熱」から約2年1ヶ月ぶりのシングルで、バンド初となる両A面シングル。
同シングルはバンド結成13周年を迎える同年4月5日にスタートする東名阪企画ツアー「三大博物館 ~静と動の邂逅~」とリンクした楽曲となっている。
初回生産限定盤にはライヴ音源として"tacica TOUR 2017「PLEASURE FOREST」"ツアー・ファイナル恵比寿LIQUIDROOM公演から2曲を収録している。

## 収録曲

### 通常盤
1. ordinary day [6:06]
2. SUNNY [4:01]

### 初回生産限定盤
1. ordinary day [6:06]
2. SUNNY [4:05]
3. 私服の罪人(Live at “PLEASURE FOREST” 2017/11/25 LIQUIDROOM) [5:00]
4. キャスパー(Live at “PLEASURE FOREST” 2017/11/25 LIQUIDROOM) [6:46]